# Лінкольн (Вермонт)
Лінкольн (англ. Lincoln) — місто (англ. town) в США, в окрузі Еддісон штату Вермонт. Населення — 1323 особи (2020).

## Демографія
Згідно з переписом 2010 року, у місті мешкала 1271 особа в 512 домогосподарствах у складі 345 родин. Було 636 помешкань
Расовий склад населення:
| - 97,9 % — білих - 0,5 % — чорних або афроамериканців - 0,4 % — корінних американців - 0,2 % — азіатів |

До двох чи більше рас належало 1,0 %. Частка іспаномовних становила 0,4 % від усіх жителів.
За віковим діапазоном населення розподілялося таким чином: 24,8 % — особи молодші 18 років, 61,8 % — особи у віці 18—64 років, 13,4 % — особи у віці 65 років та старші. Медіана віку мешканця становила 44,3 року. На 100 осіб жіночої статі у місті припадало 110,1 чоловіків;  на 100 жінок у віці від 18 років та старших — 99,6 чоловіків також старших 18 років.
Середній дохід на одне домашнє господарство  становив 79 141 долар США (медіана — 64 625), а середній дохід на одну сім'ю — 89 583 долари (медіана — 82 292). Медіана доходів становила 49 327 доларів для чоловіків та 45 000 доларів для жінок. За межею бідності перебувало 7,6 % осіб, у тому числі 2,8 % дітей у віці до 18 років та 10,6 % осіб у віці 65 років та старших.
Цивільне працевлаштоване населення становило 773 особи. Основні галузі зайнятості: освіта, охорона здоров'я та соціальна допомога — 32,7 %, будівництво — 12,9 %, роздрібна торгівля — 12,0 %.